# Средние Курчали
Средние Курчали (чечен. Юкъерa-Курчала) — село в Веденском районе Чеченской Республики. Входит в состав Курчалинского сельского поселения.

## География
Село расположено на правом берегу реки Гумс, в 40 км к северо-востока от районного центра Ведено.
Ближайшие сёла: на северо-западе — Нижние Курчали, на северо-востоке — Бас-Гордали, на юге — Тазен-Кала, на юго-востоке — Верхние Курчали и Центарой, на юго-западе — Эрсеной, на западе — Меседой.

## История
В 1944 году после депортации чеченцев и ликвидации Чечено-Ингушской АССР, селение Средние Курчали было переименовано в Колоб и заселён выходцами из соседнего Дагестана.
После восстановления Чечено-Ингушской АССР, населённому пункту было возвращено его прежнее название Средние Курчали, выходцы из Дагестана переселены обратно.

## Население
| 1990 | 2002 | 2010 |
| ---- | ---- | ---- |
| 178  | ↗566 | ↘92  |

## Галерея

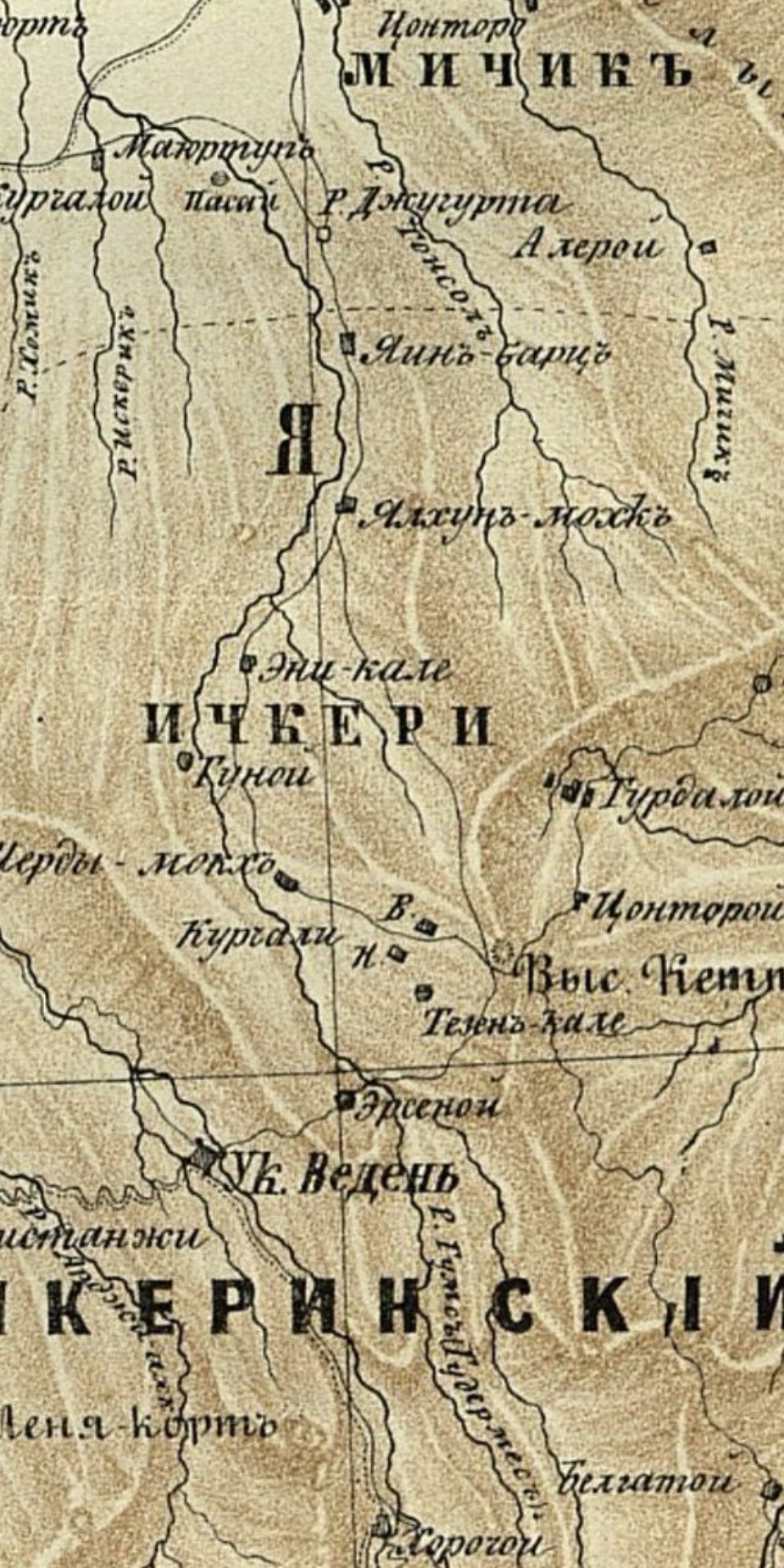
Курчали карта Берже А. П., 1859
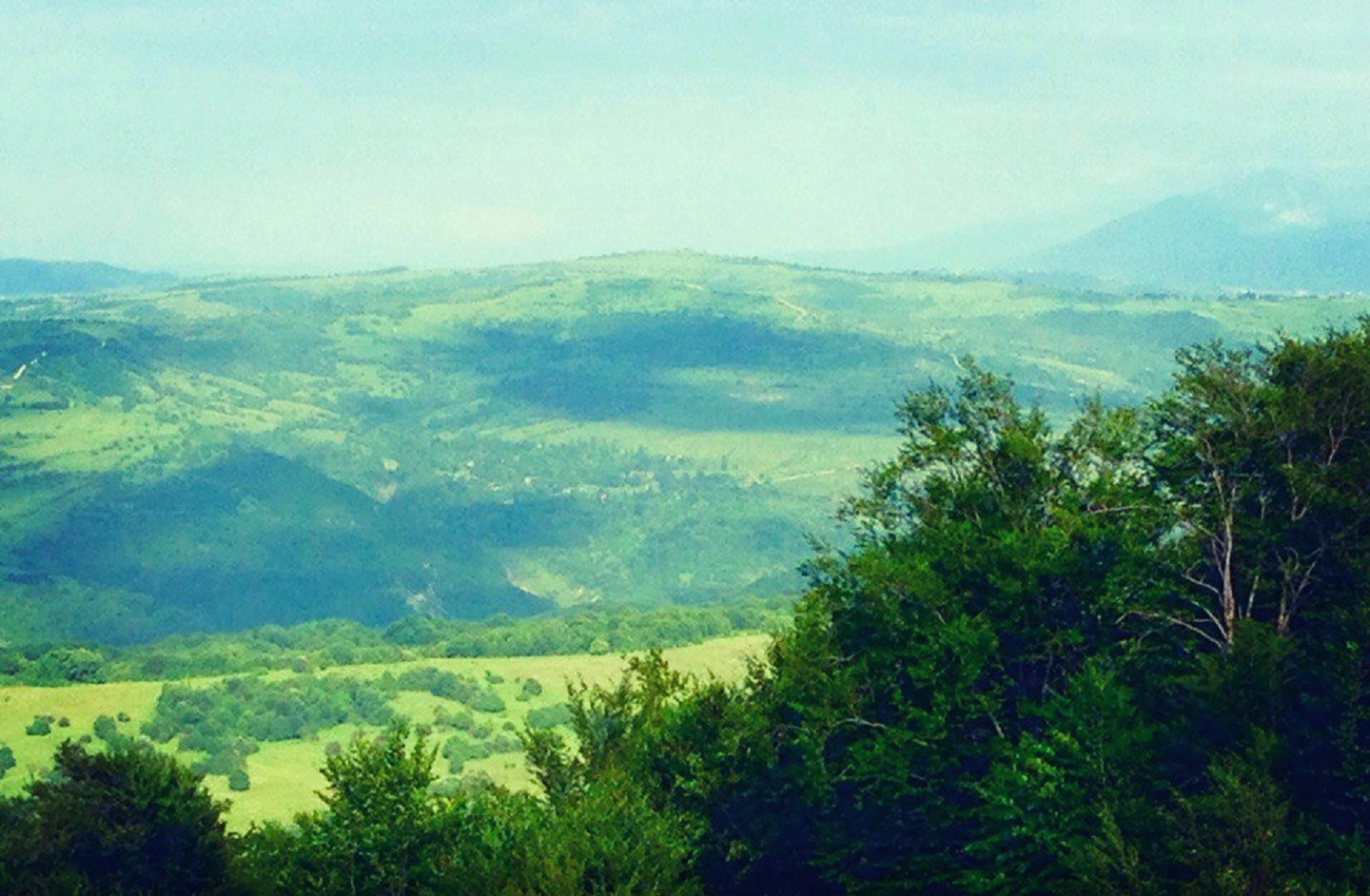
Телипан дук, высота 902.4
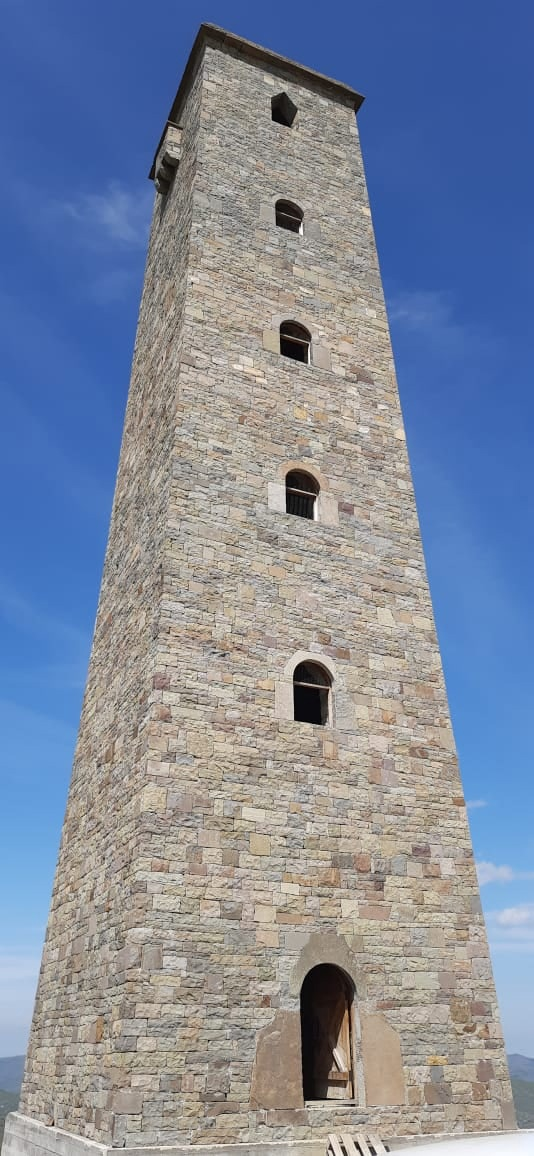
Курчалоевская башня